# چاه حسن (منوجان،شمال)
چاه حسن یا دشت‌عباس، روستایی از توابع بخش مرکزی شهرستان منوجان در استان کرمان ایران است.

## جمعیت
این روستا در دهستان قلعه قرار دارد و براساس سرشماری عمومی نفوس و مسکن در سال ۱۳۹۵، جمعیت آن برابر با ۳۶۲ نفر (۱۰۶ خانوار) بوده‌است.